# Namiastka tabaki

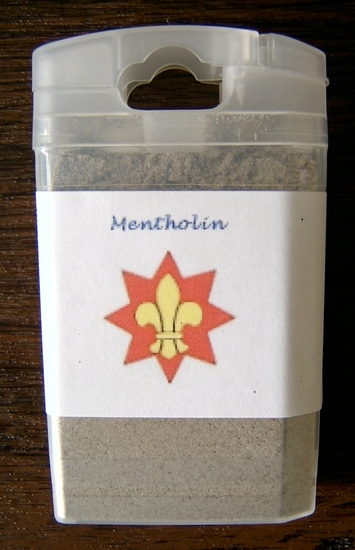
Namiastka tabaki

Namiastka tabaki – sproszkowany wyrób, zażywany nosem, wytwarzany z różnego rodzaju roślin, czy ich płatków, a także produkowany na bazie cukru winogronowego (glukozy), mentolu, mączki ryżowej oraz olejków eterycznych, nie zawierający w sobie żadnej substancji psychoaktywnej takiej jak nikotyna.

## Historia
Zażywanie wszelkiego rodzaju proszków do nosa jest powszechną metodą stosowania leczniczych ziół od czasów starożytnych. Greccy i egipscy lekarze stosowali sproszkowany korzeń mandragory, czy ciemiernika czarnego i białego, które wywołując kichanie miały wyleczyć chorego. Podobnie jest w Azji. W Laosie wykorzystywano sproszkowane rośliny tj. różanecznik, czy tatarak. Mongołowie, wielcy miłośnicy tabaki, wyrabiają swoje namiastki z dzergene, adzuj oraz z sasanki jurguj.
Obecnie namiastki tabaki, prócz swojego zastosowania w medycynie ludowej, są wyrabiane przez producentów wyrobów tytoniowych. Głównie są to produkty na bazie cukru winogronowego, glukozy, mentolu, mączki ryżowej i olejków eterycznych, a mające kolor biały (nieraz zabarwiane na inne kolory). Są to jednak produkty syntetyczne i nie mają nic wspólnego z wyrobami z ziół, płatków kwiatów i przypraw – wciąż wytwarzanych w rotterdamskim młynie w Holandii.

## Nazewnictwo
Forma nazewnictwa „namiastka tabaki” dla wyrobów sproszkowanych, zażywanych donosowo, pojawiła się wraz ze świetnością tabaki w wieku XVIII. Wszelkie produkty, które wcześniej były tylko „proszkami do nosa” stały się wówczas „namiastkami” najważniejszego i najbardziej znanego produktu tego typu. Potocznie mówi się o takich tworach „wyroby tabakopodobne”, ze względu na swoją formę przypominającą tabakę albo „białe tabaki” – po pierwsze dlatego, że większość powszechnie dostępnych namiastek ma taki kolor, a po drugie oznacza to tyle, że są „beztytoniowe”.

## Kwestie zdrowotne
Zważywszy, że obecne namiastki tabaki są pozbawione substancji psychoaktywnych, ich zażywanie jest całkowicie bezpieczne.